# Mur de Grammont

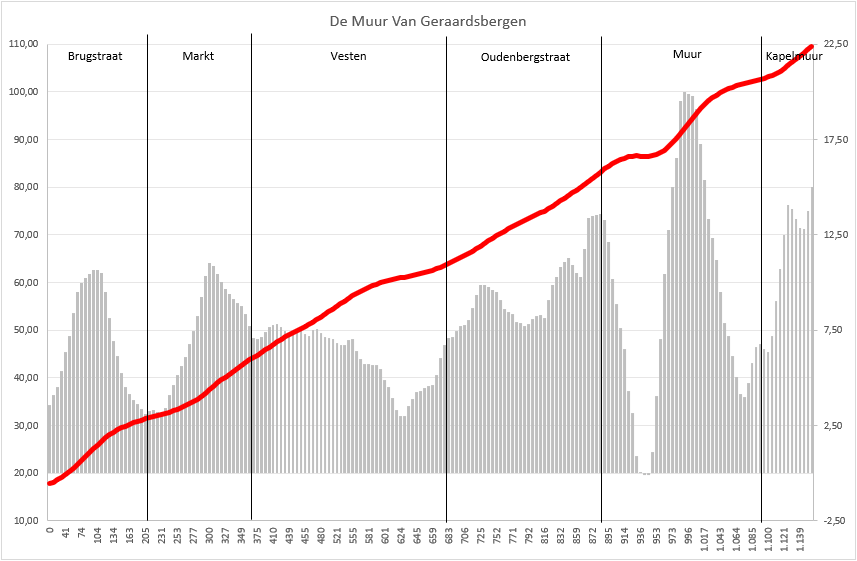
Profil et pente du Mur de Grammont

Le mur de Grammont (en néerlandais : Muur Kapelmuur ou Muur van Geraardsbergen) est une route pavée en pente très raide d'un dénivelé de 93 m se trouvant à Grammont (Belgique).
Le lieu doit sa célébrité au fait qu'il est grimpé comme obstacle de montagne lors de courses cyclistes, en particulier durant le Tour des Flandres.

## Description
Le sommet du mur est situé à 110 m d'altitude.
La route possède un dénivelé de 92 m, une longueur de 1 139 m, pour une pente moyenne de 9,2 %, son départ est localisé à Grammont dans la région flamande.
La plus forte inclinaison de la pente atteint les 20 %.
La pente commence au centre de la ville, aux bords de la Dendre, et escalade le Oudenberg pour se terminer à la Chapelle Notre-Dame d'Oudenberg. En 1940, le paysage de l'Oudenberg a été classé et en 1995 la rue en pavés a été classée comme monument.
La route en pente a été rénovée au début du XXIe siècle. Le 28 mars 2004, le ministre flamand des Affaires intérieures Paul Van Grembergen a ré-inauguré officiellement le Mur. Le premier ministre Guy Verhofstadt et le président de la Chambre des représentants Herman De Croo étaient également présents. Le budget total des travaux était de 1 256 494 euros.

## Compétitions cyclistes
Le mur est célèbre dans l'histoire du cyclisme. Cette pente est escaladée par des coureurs cyclistes depuis le Circuit Het Volk en 1950. Depuis lors, le Mur est au programme d'environ 70 courses.

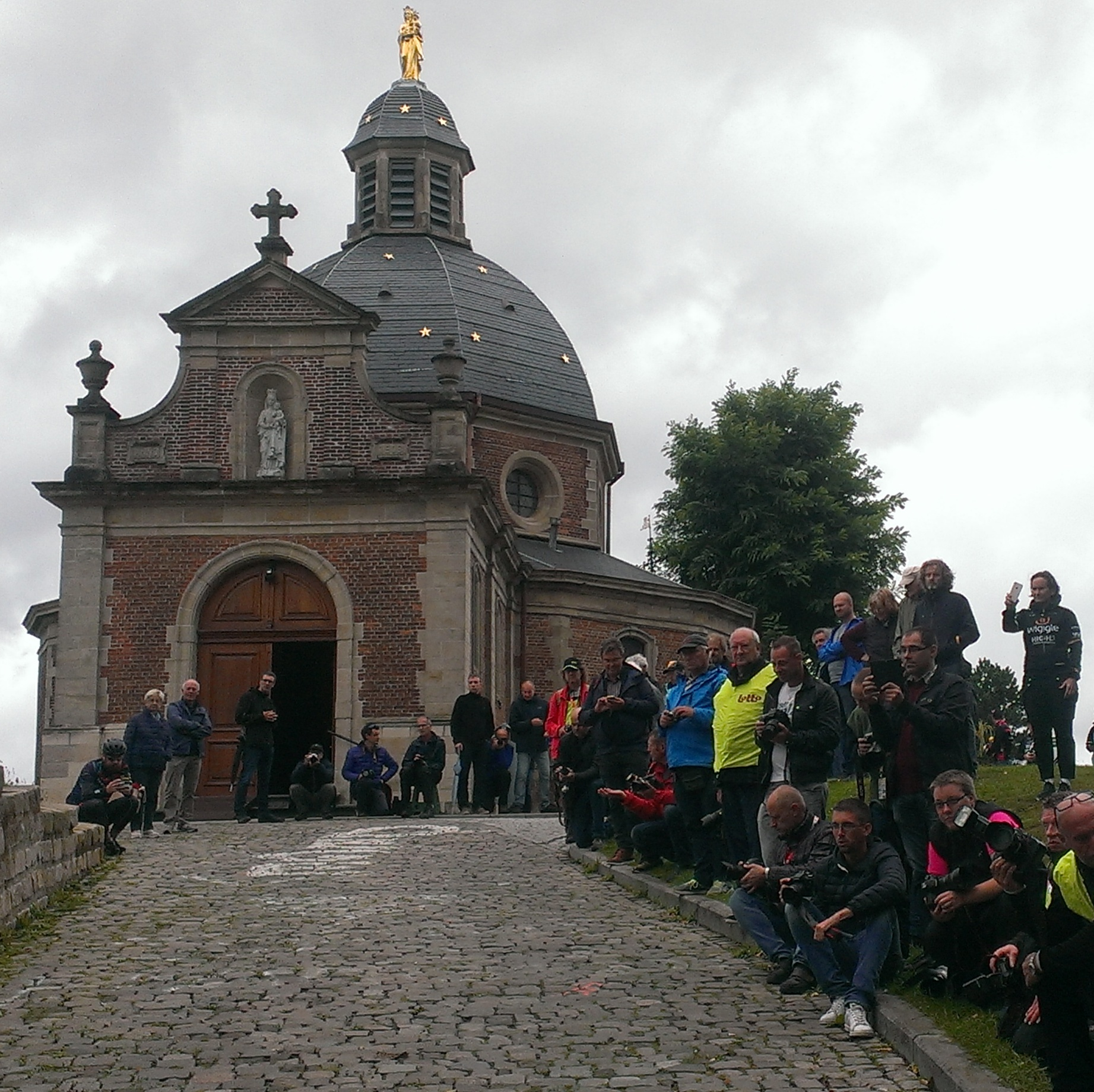
Chapelle Notre-Dame d'Oudenberg

La difficulté de l'ascension à vélo est accrue car les pavés sont horizontaux et forment donc de petites marches.
Le mur de Grammont a accueilli le départ de la Transcontinental Race entre 2015 et 2018.
En 2019, le site accueille la première étape du Tour de France. C'est le coureur belge Greg Van Avermaet qui passe en tête au sommet.